# Icchak Cukierman
Icchak Cukierman, ps. Antek (hebr. יצחק צוקרמן; ur. 13 grudnia 1915 w Wilnie, zm. 17 czerwca 1981 w Lochame ha-Geta’ot) – polski Żyd, działacz syjonistyczny, w czasie II wojny światowej mieszkaniec getta warszawskiego i członek żydowskiego ruchu oporu, ostatni komendant Żydowskiej Organizacji Bojowej, współzałożyciel kibucu Lochame ha-Geta’ot i Muzeum Bojowników Getta.

## Życiorys

### Okres przedwojenny
Urodził się w Wilnie. W mieście tym ukończył świeckie gimnazjum Józefa Epsztejna, w którym język hebrajski był językiem wykładowym. Był członkiem syjonistycznej organizacji młodzieżowej Dror.
Został przyjęty na Uniwersytet Hebrajski w Jerozolimie, ostatecznie pozostał jednak w Polsce. Początkowo zamieszkał w kibucu przy ul. Subocz w Wilnie. W 1936 roku przeprowadził się do Warszawy. Mieszkał w syjonistycznej farmie na Grochowie oraz w kibucu przy ul. Dzielnej.
Od 1938 roku pełnił funkcję sekretarza generalnego Droru oraz federacji He-Chaluc, skupiającej syjonistyczne ruchy młodzieżowe.

### II wojna światowa
Gdy nazistowskie Niemcy rozpoczęły agresję na Polskę, przebywał we wsi Klewań w województwie wołyńskim, gdzie współorganizował seminaria syjonistyczne. Po zakończeniu kampanii wrześniowej przebywał w sowieckiej strefie okupacyjnej: najpierw w rodzinnym Wilnie, później w Kowlu i Łucku. Organizował tam syjonistyczną konspirację.
W kwietniu 1940 roku powrócił do Warszawy. Po utworzeniu getta warszawskiego aktywnie uczestniczył w działalności podziemnej. Początkowo zajmował się m.in. organizowaniem nielegalnych wyjazdów do Palestyny, tajnym nauczaniem oraz wydawaniem i redagowaniem podziemnej prasy. W związku z działalnością konspiracyjną często podróżował do innych miast Generalnego Gubernatorstwa, posługując się w tym celu fałszywymi „aryjskimi” dokumentami. Wiosną 1942 roku został członkiem Bloku Antyfaszystowskiego.
28 lipca 1942 roku w getcie warszawskim powstała Żydowska Organizacja Bojowa. Cukierman był jednym z jej członków założycieli, a zarazem należał do jej pierwszej komendy. Zdołał przeżyć wielką akcję deportacyjną w lecie 1942 roku. Jesienią tegoż roku, po rozszerzeniu składu ŻOB, wszedł w skład nowego dowództwa organizacji. Był zastępcą komendanta Mordechaja Anielewicza. Odpowiadał także za sprawy uzbrojenia. Jednocześnie wraz z Cywią Lubetkin reprezentował Dror w składzie Żydowskiego Komitetu Narodowego i Komisji Koordynacyjnej, które sprawowały polityczną pieczę nad Organizacją Bojową. W ramach struktur ŻKN i KK zajmował się sprawami propagandy. Posługiwał się pseudonimem „Antek”.
22 grudnia 1942 roku wziął udział w zamachu na kawiarnię „Cyganeria” w Krakowie, często odwiedzaną przez niemieckich oficerów. Podczas samoobrony getta w styczniu 1943 roku dowodził grupą członków Droru i Gordonii, którzy podjęli walkę z Niemcami w domu przy ul. Zamenhofa 58.

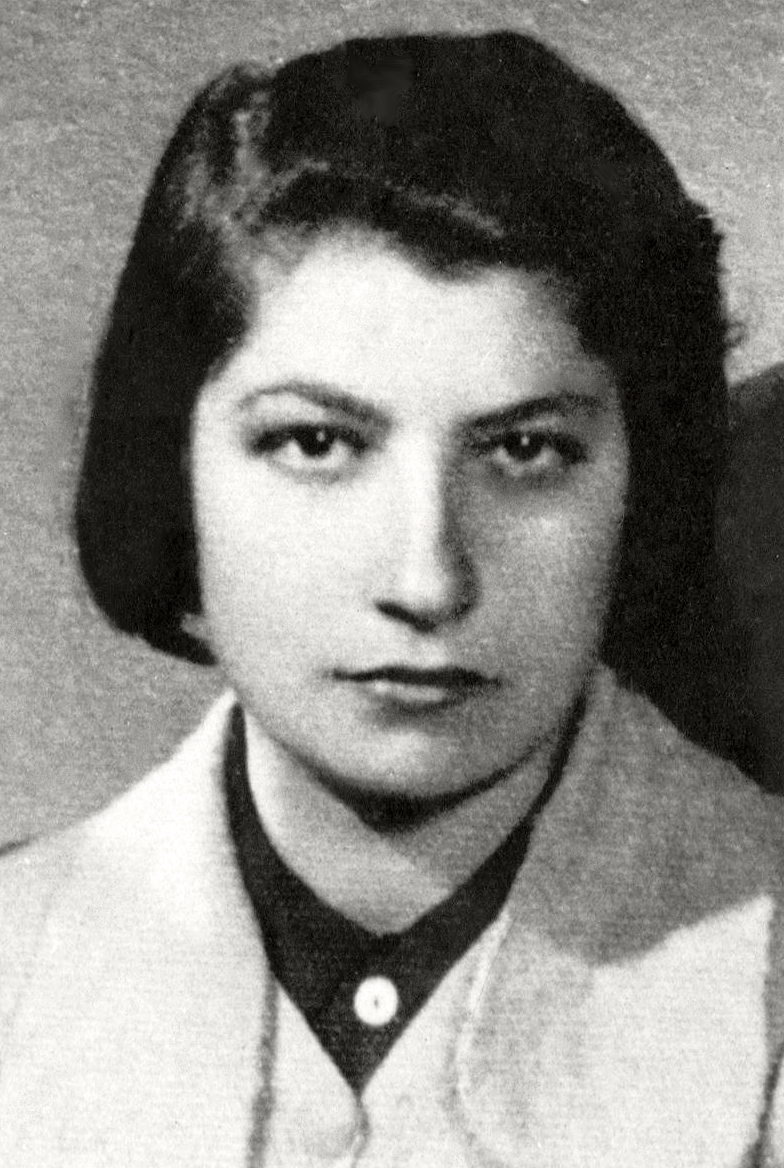
Cywia Lubetkin

13 kwietnia 1943 roku, na niespełna tydzień przed wybuchem powstania w getcie warszawskim, opuścił dzielnicę zamkniętą, by w zastępstwie aresztowanego „Arie” Wilnera objąć stanowisko pełnomocnika żydowskiego ruchu oporu do spraw kontaktów z Polskim Państwem Podziemnym. W czasie powstania kwietniowego, usiłował, jednakże bez większych rezultatów, organizować pomoc dla walczących w getcie towarzyszy. Po upadku powstania i śmierci Anielewicza objął dowództwo nad ŻOB, w której skład wchodzili teraz ocalali bojowcy ukrywający się „po aryjskiej stronie”. Był posiadaczem bliżej niezidentyfikowanego dokumentu wystawionego przez Grupę Ładosia.
W czasie powstania warszawskiego dowodził plutonem ŻOB, który w składzie Armii Ludowej walczył na Starym Mieście. Na krótko przed upadkiem Starówki zdołał przedostać się kanałami na Żoliborz. Po kapitulacji tej dzielnicy ukrywał się wraz z kolegami (m.in. Cywią Lubetkin i Markiem Edelmanem) przy ul. Promyka 43. Zostali stamtąd ewakuowani 15 listopada 1944 przez ekipę zorganizowaną przez personel szpitala Polskiego Czerwonego Krzyża z Boernerowa.

### Okres powojenny

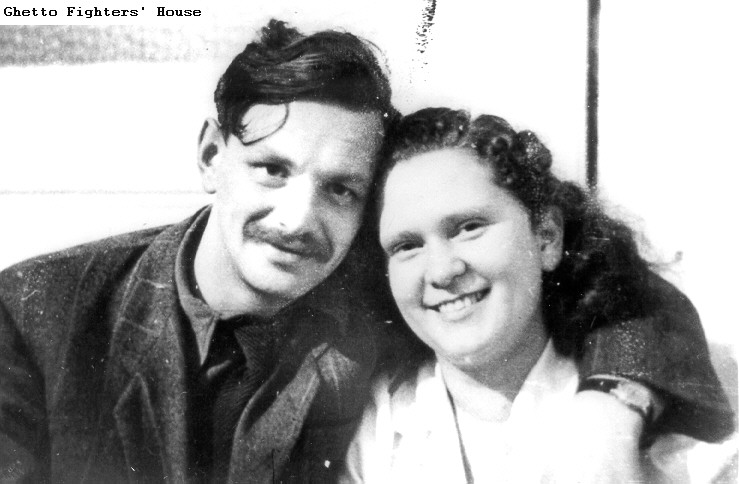
Cukierman wraz z Chawką Folman-Raban (1945)

W latach 1945–1946, był członkiem prezydium Centralnego Komitetu Żydów Polskich. Organizował emigrację Żydów z Polski na Zachód i do Palestyny. Od lipca 1946 roku był także – wraz z Adolfem Bermanem i Bernardem Falkiem – członkiem Komitetu Budowy Pomnika Powstania w Warszawskim Getcie.
W maju 1948 roku wyjechał do Izraela, gdzie 19 kwietnia 1949 roku, wraz z żoną – Cywią Lubetkin (1914–1978), założył kibuc Lochame ha-Geta’ot (z hebr. Bojowników Getta). Tam też urodziło się dwoje ich dzieci: Shimon (ur. 1947) i Yael (ur. 1949).
Był jednym z założycieli Muzeum Bojowników Getta. W 1961 roku wystąpił jako świadek na procesie Adolfa Eichmanna. Zmarł na atak serca w 1981 roku.
Autor wspomnień, m.in. Nadmiar pamięci (Siedem owych lat). Wspomnienia 1939–1946, które zostały, zgodnie z jego życzeniem, wydane 10 lat po jego śmierci.
W 2001 roku jego wnuczka – Roni Cukierman – została pierwszą izraelską pilotką samolotu bojowego „F-16”.

## Film
Icchak Cukierman jest jednym z głównych protagonistów w filmie Uprising z 2001 roku (reż. Jon Avnet). W jego postać wcielił się David Schwimmer.